# Arboussols
Arboussols település Franciaországban, Pyrénées-Orientales megyében. Lakosainak száma 130 fő (2022. január 1.). Arboussols Tarerach, Rodès, Vinça, Marquixanes, Eus és Campoussy községekkel határos.

## Földrajz

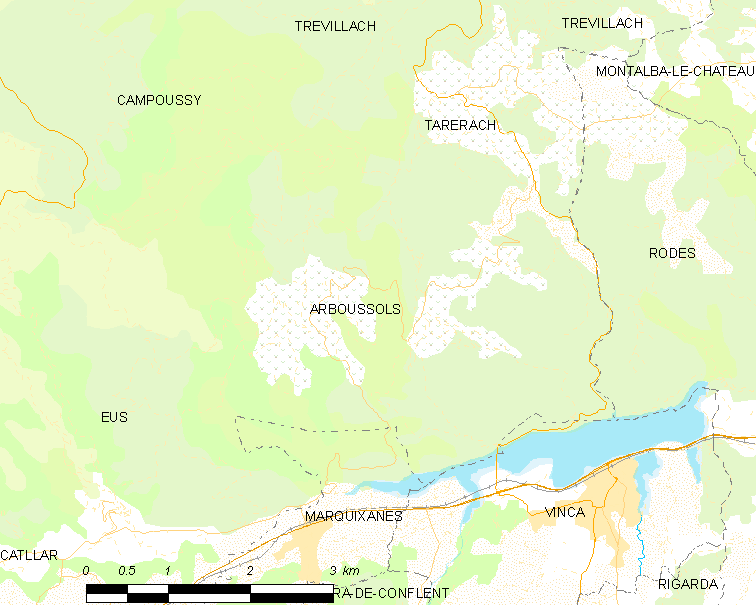
Arboussols térkép

## Népesség

Népesség 1962-2008

A település népességének változása: